# Heinz Grzella
Heinz Grzella (* 1. Februar 1929; † 28. Dezember 2009) war ein deutscher Fußballspieler.

## Karriere
Grzella wuchs in Schalke-Nord auf und lernte Elektriker. Er spielte schon in der Jugend des FC Schalke 04 und kam als knapp 19-Jähriger in der Saison 1947/48 in die erste Mannschaft des Oberligisten. Sportlich wäre der Verein als Zwölfter in der folgenden Spielzeit abgestiegen, doch im Zuge einer Angleichung an die anderen Oberligen wurde die Oberliga West von 13 auf 16 Vereine aufgestockt. In einer Relegationsrunde trafen die Knappen, verstärkt durch den gerade aus der Kriegsgefangenschaft heimgekehrten Hermann Eppenhoff, auf Bayer 04 Leverkusen und den VfL Benrath. Beim 1:0-Sieg gegen Leverkusen erzielte Grzella den entscheidenden Treffer; beim 9:0 über Benrath markierte er gleich drei Tore. 
Schalke blieb erstklassig, Grzella jedoch wechselte nach nur 20 Spielen (ohne die o. g. Relegation) zu den Sportfreunden Katernberg, wo er mit dem späteren Weltmeister „Boss“ Rahn zusammenspielte und nach der ersten Saison wieder in die Oberliga aufstieg. Bis 1955 war Grzella anschließend bei der TSG Vohwinkel und noch eine Saison bei deren Nachfolger Wuppertaler SV aktiv. In der Spielzeit 1955/56 kam er beim Nord-Oberligisten Eintracht Nordhorn zum Einsatz. Aufgrund von Knieproblemen beendete er seine Erstligalaufbahn, kehrte in die Heimatstadt zurück und übte seinen Beruf auf der Zeche Consolidation aus. Ob er noch einige Spiele für die Schalker Amateure bestritten hat – die Fachpresse meldete seinen Wechsel dorthin – ist nicht sicher.